# Mario Tiberini
Mario Tiberini (San Lorenzo in Campo, Marques, 8 de setembre de 1826 - Reggio Emilia, 16 d'octubre de 1880) va ser un tenor i compositor italià.
Va estudiar a Nàpols amb el mestre Emanuele De Roxas i, més tard a Roma, on va debutar als 25 anys al Teatre Argentina en el paper d'Idreno a Semiramide de Gioachino Rossini.
La seva carrera va començar als Estats Units, on hi canta de 1854 a 1858, debutant en molts papers que després portarà a Itàlia. De tornada a Europa, canta als principals teatres italians i europeus, amb un repertori que inclou obres de Rossini, Bellini, Gounod, Meyerbeer, Donizetti, Verdi, Marchetti, aconseguint un repertori d'una setantena de rols i creant 17 nous rols en la seva estrena.
Després del seu matrimoni amb la soprano Angiolino Valandris Ortolani, que va tenir lloc a Barcelona el 1859, gairebé sempre cantà amb la seva dona, obtenint un èxit fabulós. Igualment interessant era la seva forma de cantar amb gràcia i agilitat com amb força i passió, i per això ben aviat Tiberini fou buscat per tots els teatres importants.
Verdi el converteix en un excel·lent puntal per al paper d'Álvaro a La forza del destino i de Riccardo a Un Ballo in Maschera.
Tiberini actuà a tot el món i va captivar el públic, els crítics, que el recorden per l'art de la interpretació, la versatilitat del seu talent, la varietat del repertori de la particularitat i el magistral ús de la veu.
La seva carrera acabà el 1876.

## Al Liceu
La temporada 1858-1859 era la de Mario Tiberini que entre setembre i maig cantà catorze títols diferents al Liceu. Amb la soprano Angiolina Ortolani, Mario Tiberini cantà al Liceu I puritani, Linda di Chamounix, Lucia di Lammermoor, Don Pasquale, Les Huguenots, Rigoletto, La Juive, Il saltimbanco, La sonnambula, Matilde di Shabran, Il barbiere di Siviglia i Arnaldo d'Erill de Nicolau Guanyabens. Soprano i tenor es van casar immediatament després i van formar una parella artística que esdevindria famosa als grans teatres, compresa La Scala.